# Escola Inglesa (xadrez)
A Escola Inglesa foi uma escola de pensamento enxadrístico do século XVIII baseada nos trabalhos de Carl Jaenisch e Tassilo von Heydebrand und der Lasa que continham alguns elementos posicionais antecipando a escola ortodoxa. Foi fundada por Howard Staunton porém teve um rumo diferente, sendo negligenciada após este ter se aposentado do xadrez.